# Alchemilla paracompactilis

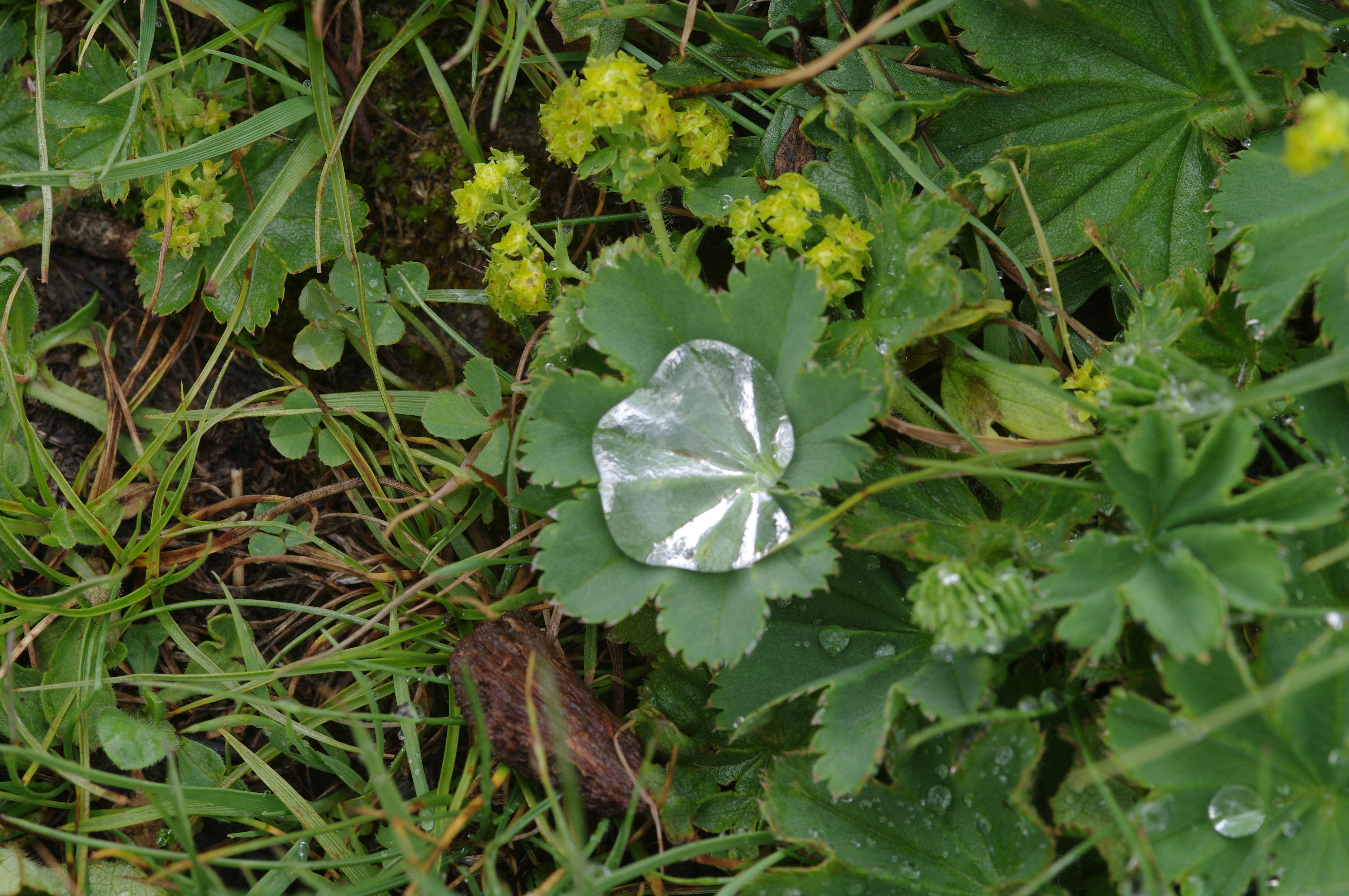
Imagem da planta Alchemilla paracompactilis

Alchemilla paracompactilis é uma espécie de rosácea do gênero Alchemilla, pertencente à família Rosaceae.